# Kris de Bruyne
Kristian "Kris" de Bruyne (Amberes, Bélgica; 20 de marzo de 1950-Cascaes, Portugal; 3 de febrero de 2021) fue un cantante y guitarrista belga de música folclórica, kleinkunst y rock. 
Es considerado uno de los cantautores más talentosos de Flandes. Sus canciones más conocidas son Amsterdam, Vilvoorde City, Lydia d'Ile Dieu, Het Varken van de Hoge Venen, Waar ik voor leef, Lieve Jacoba, Ballerina's, y dos canciones que grabó con la banda Lamp, Lazerus & Chris: De peulschil y De onverbiddelijke zoener.

## Trabajos
- Lámpara, Lazerus & Kris (Vogue, 1971)
- Kris De Bruyne (Vogue, 1973)
- Ook voor jou (Vogue, 1975)
- Ballerina's (Philips, 1977)
- Pimentón (Philips, 1979)
- Kris De Bruyne Band (CNR, 1985)
- Oog in oog (Philips, 1989)
- Janssen & Janssens maken een film (EMI, 1990) - música de película de Kris De Bruyne y Chris Peeters para Robbe De Hert
- Keet in de lobby (Alora, 1993)
- Mirwart (Alora, 1994)
- Van mijlenver sobre de grens (Alora, 1996)
- 30 jaar zwervend bestaan (Alora, 1998)
- Zakformaat XL N ° 1 (CNR, 2000) - con Patrick Riguelle y Wigbert Van Lierde
- Buiten de wet (Culture Records, 2001)
- Canciones de Westende (Krisismusic, 2005) - productor: Jean-Marie Aerts . Invitados especiales: Patrick Riguelle, Henri Ylen, Filip Casteels y Luc De Vos
- Canciones de La Matanza (Krisismusic, 2011)
- In levende lijve (registros CNR 2016) - con invitados especiales como Mauro Pawlowski, Jean-Marie Aerts, Klaas De Somer, Patrick Riguelle, Kommil Foo, Clara Cleymans y Neeka